# José Toirkens
Sonja Josephina ("José") Toirkens (Eindhoven, 23 november 1944 – Den Haag, 13 november 1993) was een Nederlands journaliste.
Toirkens volgde het Van der Puttlyceum in Eindhoven en een journalistenopleiding in Breda. Ze werkte voor NRC Handelsblad en won in 1982 de Anne Vondelingprijs voor haar artikelen. Toirkens schreef een proefschrift over het bezuinigingsbeleid, waarin ze onder andere de mythe weerlegde dat het kabinet-Den Uyl aan potverteren zou hebben gedaan (1988). Ze kreeg hiervoor de G.A. van Poeljejaarprijs toegekend.
Ze overleed op 48-jarige leeftijd in haar woning, na een langdurige ziekte.